# تیزگلبرگ
تیزگلبرگ (نام علمی: Oxypetalum) نام یک سرده از زیرخانواده استبرق است.